# Patricia Montero Villega
Patricia Montero Villena (València, País Valencià, 15 de juliol del 1988) és una actriu de cinema i televisió i model valenciana.

## Filmografia

### Cinema
- Los lobos de Washington (1999)
- En fuera de juego (2011)
- Fuga de cerebros 2 (2011)

### Televisió
- Ellas son así (1999)
- Severo Ochoa: La conquista de un Nobel (2001)
- Atrapados (2003)
- Manolito Gafotas (2004)
- Cuéntame cómo pasó (2003-2004)
- Al filo de la ley (2005)
- Los Serrano (2007)
- Cuenta atrás (2007)
- El internado (2007)
- Rocío, casi madre (2007-2008)
- Yo soy Bea (2008-2009)
- Los hombres de Paco (2010)
- Supercharly (2010)
- BuenAgente(2011)
- Tormenta (2013)
- El don de Alba (2012-2013)